# Radoman Božović
Radoman Božović, cyr. Радоман Божовић (ur. 13 stycznia 1953 w Šipačnie) – serbski polityk i przedsiębiorca, w latach 1991–1993 premier Serbii.

## Życiorys
Jego rodzina pochodziła z Czarnogóry, przeniosła się do Wojwodiny. Studiował ekonomię w Suboticy, doktoryzował się w 1981 na Uniwersytecie w Belgradzie. Był działaczem Związku Komunistów Jugosławii. Po przemianach politycznych dołączył do postkomunistycznej Socjalistycznej Partii Serbii, należał do najbliższych współpracowników Slobodana Miloševicia.
W 1991 stał na czele egzekutywy władz regionalnych Wojwodiny. Od grudnia 1991 do lutego 1993 sprawował urząd premiera Serbii. Następnie do 1996 pełnił funkcję przewodniczącego niższej izby parlamentu Federalnej Republiki Jugosławii.
Do 2000 kierował przedsiębiorstwem Geneks. Później zajął się prowadzeniem własnej działalności biznesowej w branży doradczej. Był też wykładowcą ekonomii na Uniwersytecie w Nowym Sadzie.